# As Pontes de García Rodríguez
As Pontes de García Rodríguez – gmina w Hiszpanii, w prowincji A Coruña, w Galicji, o powierzchni 249,37 km². W 2011 roku gmina liczyła 10 996 mieszkańców.